# انیو فالکو

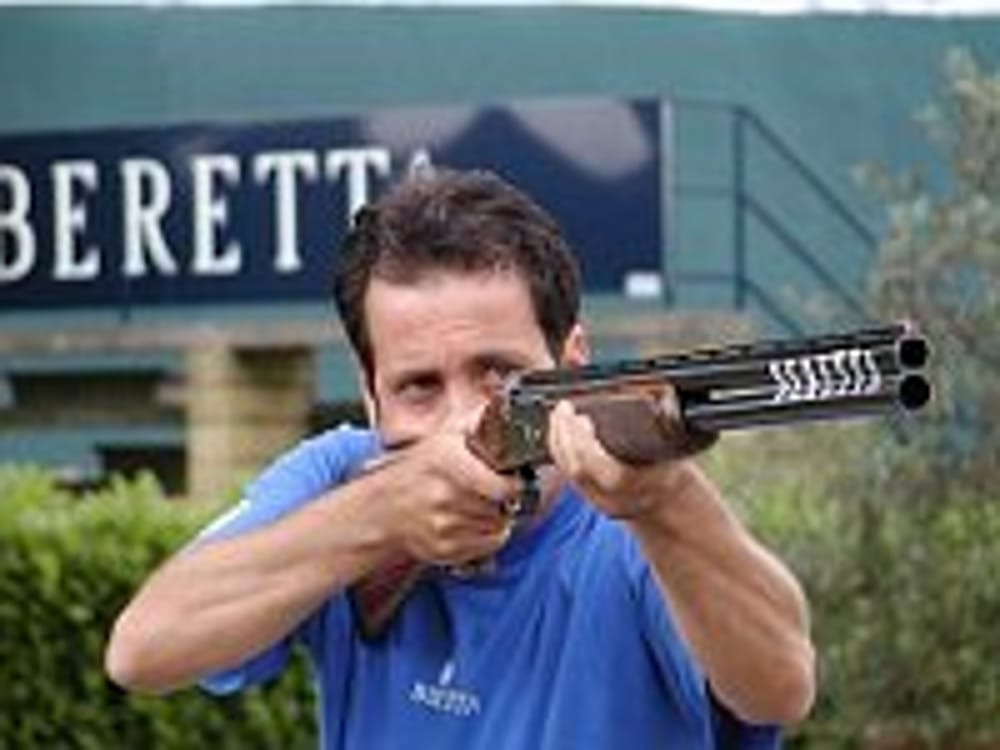
انیو فالکو تیرانداز اهل کشور ایتالیا

انیو فالکو (ایتالیایی: Ennio Falco؛ زادهٔ ۳ ژانویه ۱۹۶۸) تیرانداز اهل ایتالیا است.
وی در مسابقات کشوری و بین‌المللی در مجموع برندهٔ ۲ مدال طلا، ۱ مدال نقره شده‌است.